# Dieter Bedürftig
Dieter Bedürftig (* 20. Februar 1938; † 2. Dezember 2013 in Colònia de Sant Jordi) war ein deutscher Fußballspieler.

## Karriere
Seine Fußball-Karriere begann der Mittelfeldspieler als Jugendlicher beim ASV Lank (heute Stadtteil von Meerbusch), kam danach über den SSV Oberkassel zu Union Krefeld (andere Quellen sprechen fälschlich von Preussen Krefeld) bevor er 1959 in die damalige Fußball-Oberliga West zu Borussia Mönchengladbach wechselte, die 1960 den DFB-Pokal gewann.
Der Techniker und Linksfuß zählte zur ersten Elf, die den deutschen Fußball im Europapokal der Pokalsieger gegen die Glasgow Rangers vertrat. Beim 0:3 von Borussia Mönchengladbach am 28. November 1960 im mit 50.000 Zuschauern besetzten Düsseldorfer Rheinstadion wurde Bedürftig Opfer der Aggression seines Gegenspielers Harold Davis. Der Schotte brach dem Stürmer mit einem Faustschlag den Kiefer – negativer Höhepunkt der Premiere des niederrheinischen Kultklubs auf europäischem Parkett. Sportlich war die Angelegenheit einseitig. Borussia verlor das Rückspiel – ohne Bedürftig – mit 0:8 und schied aus.
Über die Zwischenstation 1. FC Saarbrücken, für die er von 1961 bis 1963 in der Fußball-Oberliga Südwest spielte, kam er 1963 zu Wormatia Worms, für die er im Laufe von zwei Spielzeiten in der Fußball-Regionalliga Südwest 48 Meisterschaftsspiele bestritt und 15 Tore erzielte.
Im Frühsommer 1965 kehrte Bedürftig für ein Spiel an den Bökelberg zurück – als Spieler von Wormatia Worms, die zum entscheidenden Bundesliga-Aufstiegsspiel nach Mönchengladbach gekommen waren. Die Gladbacher Elf von Trainer Hennes Weisweiler benötigte einen Punkt für den Aufstieg. Dieter Bedürftig hatte zunächst das 1:0 für die Gäste von Wormatia Worms erzielt, das Günter Netzer mit einem Schuss aus 20 Metern ausglich. Das Resultat von 1:1 bedeutete den Aufstieg der Gladbacher in die Fußball-Bundesliga.
1965 wechselte Bedürftig als Vertragsspieler zum FC Schalke 04, der regulär abgestiegen war. Der Verein löste nach dem Verbleib in der 1. Bundesliga am Grünen Tisch „legal, aber unsozial den Bund mit dem (ohne Wissen von Trainer Fritz Langner verpflichteten) Wormser Neuankömmling“. Kurzfristig wechselte Bedürftig noch im August 1965 in die Fußball-Regionalliga West zur STV Horst-Emscher, die sich ebenfalls am Grünen Tisch kurzfristig den Liga-Verbleib – jedoch in der Regionalliga West – gesichert hatte und der der DFB Sonderrechte beim kurzfristigen Spielereinkauf zugesichert hatte. Für die Horster bestritt Bedürftig insgesamt 20 Regionalligaspiele und erzielte drei Tore.
Nach der Saison 1965/66, die mit dem Abstieg der Horster endete, wechselte er zum SV Arminia Hannover. Die Hannoveraner wurden in der Saison 1966/67 zwar Meister der Fußball-Regionalliga Nord, sie verpassten aber aufgrund größerer Verletzungsprobleme den Aufstieg in die Bundesliga. Bedürftig absolvierte 18 Meisterschaftsspiele und erzielte fünf Tore.
Seine Karriere beendete der gelernte Maschinenschlosser danach beim Club Necaxa in Mexiko-Stadt. Da er sich in Mittelamerika nicht sonderlich wohlfühlte, kehrte in einer Nacht-und-Nebel-Aktion zurück an den Niederrhein – trotz gültigen Vertrags. Die FIFA sperrte ihn deshalb weltweit für den regulären Spielbetrieb. Bedürftig jagte forthin nur noch in Freizeit- und Thekenmannschaften dem runden Leder nach.